# Славиця Джукич-Деянович
Славиця Джукич-Деянович (серб. Славица Ђукић-Дејановић; нар. 4 липня 1951 року, Рача, Сербія) — сербська політичнна діячка та психіатриня, голова Скупщини, в. о. Президента Сербії.

## Біографія
У 1976 році закінчила медичний факультет в Белграді за фахом «нейропсихіатрія», у 1986 році одержала докторський ступінь.
Членом Соціалістичної партії Сербії є з моменту її заснування у 1990 році.
З жовтня 2000 року по січень 2001 року займала посаду міністра у справах сім'ї в так званому перехідному уряді Сербії, неодноразово обиралася депутатом парламенту Союзної Югославії і Республіки Сербії.
5 квітня 2012 року стала тимчасово виконувачкою обов'язків голови держави після відставки президента Бориса Тадича.
З 27 липня 2012 року по 27 квітня 2014 року займала посаду міністра охорони здоров'я в уряді Івіци Дачича.
З 16 квітня 2014 року по 3 червня 2016 року — депутатка Народної Скупщини. Голова Комітету (ради) по здоров'ю і сім'ї. Водночас, з серпня 2014 року до серпня 2016 року, була директоркою найбільшої клініки з психічних захворювань у Сербії.
З 11 серпня 2016 року — міністерка без портфеля в уряді Сербії, що відповідає за демографію і популяційну політику.

## Особисте життя
Одркжена з Ранком Деяновичем, має сина Душана, онука Філіпа й онучку Ніну. Живе в Крагуєваці.